# Moho hnědý
Moho hnědý (Moho braccatus) je vyhynulý pták z čeledi Mohoidae.

## Popis
Moho hnědý byl jedním ze zástupců rodu moho (Moho), v havajštině nazývaných ʻōʻō, který čítal čtyři druhy. Na rozdíl od ostatních druhů z rodu neměl tento pták, měřící mezi 190 a 215 mm, tak pestré zbarvení. Zatímco ostatní mohové byli zdobeni žlutým peřím, moho hnědý měl pouze hnědě zbarvený hřbet, hlava se zobákem, křídla, končetiny i dlouhá ocasní pera potom byla zabarvena černě. Žluté zbarvení peří se vyvinulo pouze na stehnech. Díky neatraktivnímu zbarvení nicméně nebyl tak často pronásledován pro ozdobné peří a ze všech druhů přežil nejdéle.

## Biologie
Moho hnědý byl endemit havajského ostrova Kaua'i. V minulosti osídlil lesy celého ostrova bez závislosti na nadmořské výšce, nejbohatší však byl v lesích nížinných. O chování se toho mnoho neví. Hbitými pohyby se svisle položeným ocasem se pohyboval po stromech a hledal potravu, kterou tvořily především různé druhy bezobratlých (členovci, slimáci a další), ale také rostlinná složka, jako květy a nektar.
Ani o rozmnožování moha hnědého se mnoho neví. Několik hnízd bylo zaznamenáno v dutinách stromů druhu železnec mnohotvarý (Metrosideros polymorpha), jenž Havajci nazývají „'ōhi'a”, a o mláďata se pravděpodobně staral samec i samička. Roku 1975 se na ostrov vydali Robert Shallenberger, Sheila Conant a Douglas Pratt. Tito tři přírodovědci, studující havajské ptactvo, pořídili několik fotografií ptáka a také jej nafilmovali. Ve své studii, vydané až roku 1998, popisovali další chování moha hnědého, včetně jeho zpěvu. Zpěv byl komplexnější než u jiných zástupců čeledi, objevovaly se v něm pravidelné tóny oh-oh, které ptákovi pravděpodobně vynesly jméno. Moho jej provozoval v pravidelných intervalech až asi do půl jedenácté dopoledne. Zpíval jak samec, tak samice.

## Vyhynutí
Moho hnědý byl do konce 19. století na ostrově hojný. Hrozby, které tento druh ohrožovaly, nejsou plně známy, ale za jeho vyhynutím stojí více faktorů. Přirozené prostředí těchto ptáků bylo ničeno, na ostrově také došlo k introdukci nových druhů včetně predátorů: dostala se sem prasata, kočky i krysy a tato zvířata decimovala populace havajských ptáků. Ve dvacátých letech 19. století došlo rovněž k introdukci komárů, již na ptáky přenášeli smrtelné choroby. Komáři se usadili hlavně v nížinách, moho hnědý proto přežíval od první poloviny 20. století pouze ve vysoko položených oblastech. Zde pro něj představovaly nebezpečí tropické cyklóny, před nimiž se do údolí předtím stahoval.
Od 70. let pak žil už jenom v oblasti rezervace Alaka'i, kde jej roku 1975 pozoroval Shallenberger se svými spolupracovníky. O šest let později byl objeven už pouze jeden pár. Samice pravděpodobně zahynula při hurikánu Iwa dalšího roku a rovněž samec již za několik let nebyl pozorován. Z roku 1987 je dochován poslední záznam o tomto druhu – jeho zpěv, další expedice z let 1989, 1994, 1996 a 2000 jej už na ostrově neobjevily. Od začátku 21. století je Mezinárodním svazem ochrany přírody považován za vyhynulý taxon, poté, co byl přeřazen z kriticky ohrožených.